# Tobias Picker
Tobias Picker (født 18. juli 1954 i New York City, New York, USA) er en amerikansk komponist, pianist og instruktør.
Picker studerede komposition på Manhattan School of Music, Juilliard School of Music, og Princeton University, hos Charles Wuorinen, Elliott Carter og Milton Babbitt. Han har skrevet 3 symfonier, orkesterværker, kammermusik, operaer, sange etc.
Han lever som freelance komponist og er flittigt blevet brugt hos mange symfoniorkestre i USA som har opført hans værker.

## Udvalgte værker
- Symfoni nr. 1 (1982) - for orkester
- Symfoni nr. 2 "Forsoning" (1983) - for sopran og orkester
- Symfoni nr. 3 (1988) - for orkester
- "Gamle og fortabte floder" (2007) - for orkester